# یومورتالیک
یومورتالیک (ترکی استانبولی: Yumurtalık)، که پیش‌تر با نام‌های اِگِئه، آیاس، لیِیس یا لایاتسو شناخته می‌شد، یک شهرستان و بخش در استان آدانا، ترکیه است. مساحت آن ۴۴۷ کیلومتر مربع است و جمعیت آن در سال ۲۰۲۲ برابر با ۱۷٬۶۵۴ نفر بوده است. این شهر بندری در دریای مدیترانه و یک شهر تفریحی است که حدود ۴۰ کیلومتر (۲۵ مایل) با شهر آدانا فاصله دارد. جمعیت ثابت شهر یومورتالیک ۵٬۷۳۹ نفر (۲۰۲۲) است، اما در تابستان این رقم به ۳۰ تا ۴۰ هزار نفر می‌رسد زیرا بسیاری از ساکنان آدانا خانه‌های تعطیلاتی در اینجا دارند. در فصل تعطیلات، بازدیدکنندگان روزانه بسیاری نیز به این شهر می‌آیند.
یومورتالیک یک منطقه آزاد تجاری بزرگ دارد که محل فعالیت یا ساخت واحدهای تولیدی تا سی شرکت است. حوزه‌های فعالیت شامل صنایع فراورده‌های پتروشیمی، الیاف مصنوعی و فولاد است و همچنین برنامه‌هایی برای ایجاد یک کارخانه کشتی‌سازی بزرگ وجود دارد.
آب دریا در این منطقه پاک است و هنوز فضای آرامی بر این ساحل حکم‌فرماست، ازاین‌رو یومورتالیک به‌عنوان محل گذراندن تعطیلات و آخر هفته برای مردم آدانا و دیگر شهرهای چوکوروا محبوب است. بسیاری برای اقامت در آپارتمان‌های ساحلی که معمولاً در مجتمع‌ها ساخته شده‌اند، به اینجا می‌آیند. همچنین هتل‌ها و مهمان‌خانه‌های کوچکی برای بازدیدکنندگان وجود دارد که می‌توانند روزها شنا کنند و عصرها در ساحل یا روستا قدم بزنند. ساحل‌های عمومی چندان از سوی شهرداری نگهداری نمی‌شوند و گاهی زباله‌پوشیده‌اند، اما مجتمع‌های تفریحی دارای سواحل خصوصی هستند که تمیز نگه‌داشته می‌شوند و با پرداخت ورودی اندک روزانه، برای غیربومی‌ها نیز قابل استفاده‌اند.
چندین ساحل یومورتالیک محل تخم‌گذاری لاک‌پشت سرخ هستند. در حقیقت، ساخت‌وساز زیاد در نوار ساحلی بخشی از مشکل است؛ هرچند شن‌ها تمیزند، اما لاک‌پشت‌ها در این سواحل شلوغ با دیسکوتک‌های پرنور و موسیقی بلند شبانه، تخم‌گذاری نمی‌کنند. حفاظت مناسب از زیستگاه تخم‌گذاری این لاک‌پشت‌های در معرض خطر همچنان مسئله‌ای حیاتی است. این گونه‌ها تنها در یومورتالیک، ساحل آکیاتان در قره‌تاش  و ساحل ایزتوزو در دالیان  تخم‌گذاری می‌کنند. نام «یومورتالیک» نیز در زبان ترکی استانبولی، در معنای دیگر، به «آشیانهٔ تخم» اشاره دارد.
علاوه بر گردشگری، زمین‌های حاصلخیز کشاورزی پشت‌ساحل نیز نقش مهمی در اقتصاد محلی دارند و گوجه‌فرنگی، هندوانه و دیگر میوه‌ها و سبزی‌ها در این منطقه به‌وفور تولید می‌شوند.
در نزدیکی یومورتالیک، پایانه نفت و گاز طبیعی بوتاش قرار دارد. این نقطه پایان خط لوله نفت کرکوک–جیهان از شمال عراق است که در دهه ۱۹۷۰ افتتاح شد. همچنین فرآورده‌های نفتی تصفیه‌شده از راه دریا از اینجا وارد می‌شوند. کمی به سمت جنوب‌غربی، پایانه نفتی خط لوله نفت خام از باکو قرار دارد که در ۲۰۰۶ افتتاح شد. در همان جهت، نیروگاه زغال‌سنگ‌سوز ایسکن سوگوزو ساخته شده است.

## استحکامات
این مکان دارای قلعه‌های خشکی و دریایی و همچنین یک برج دیده‌بانی چندضلعی است.
دیوار خمیده‌ای که تنها بخش باقی‌مانده از قلعه خشکی است، نوک یک شبه‌جزیره کوچک را می‌بندد و با بافت قدیمی شهر احاطه شده است. دیوار ساحلی که اکنون از میان رفته و زمانی امتداد ساحل را دنبال می‌کرد تا کل محوطه را دربر گیرد، تا اواخر سده نوزدهم همچنان دیده می‌شد. سه برج گرد و یک باروی چندضلعی، همچنین چندین سنگر با روزنه‌های تیراندازی و دست‌کم هفت پنجره کنگره‌دار باقی مانده‌اند. نقشهٔ اصلی دژ احتمالاً در اواخر دوران باستان طرح‌ریزی شده، اما بازسازی‌های گسترده متعلق به دوره آغازین اشغال عثمانی است، زمانی که این مکان به‌عنوان بندری کوچک برای ناوگان سلیمان یکم استفاده می‌شد.
قلعه دریایی که در جزیره‌ای حدود ۴۰۰ متر شرق ساحل قرار دارد، شامل مجموعه فشرده‌ای از پنج اتاق است که در یک باروی عظیم و نامنظم جای گرفته‌اند. به آن، دیوار محافظی بسیار آسیب‌دیده متصل است که بیشتر جزیره را دربر می‌گیرد. اتاق‌های طاقی و محوطه‌ها احتمالاً محل نگهداری کالاهای تجاری برای ارسال به اروپا بوده‌اند. هرچند نشانه‌های مشخصی از پی‌ریزی‌های اواخر دوران باستان (مانند شکاف‌های دم‌چلچله‌ای) دیده می‌شود، اما شیوه سنگ‌چینی و ساخت‌وساز قلعه دریایی از نوع معمول پادشاهی ارمنی کیلیکیه است و احتمالاً به بازسازی گزارش‌شده بندر در سال ۱۲۸۲ میلادی بازمی‌گردد.
برج دیده‌بانی که ۱٫۵ کیلومتر غرب قلعه خشکی قرار دارد، در میانه سده شانزدهم توسط سلیمان یکم با استفاده از مصالح بازیافتی از شهر باستانی نزدیک ساخته شد. دو طبقه پایینی با طاق‌های سنگی پوشیده شده‌اند. روزنه‌های دیوار در هر سه طبقه، همسان با آن‌هایی هستند که در دژ عثمانی نزدیک در پایاس وجود دارد.

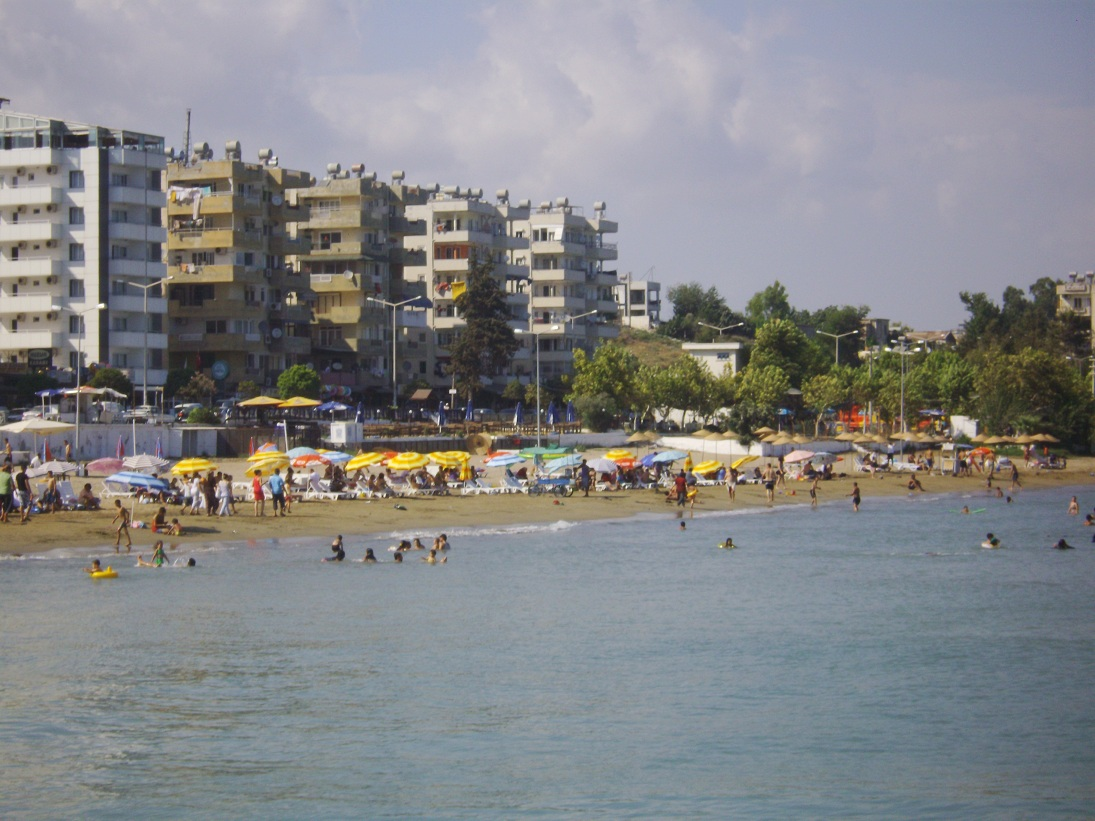
ساحل یومورتالیک

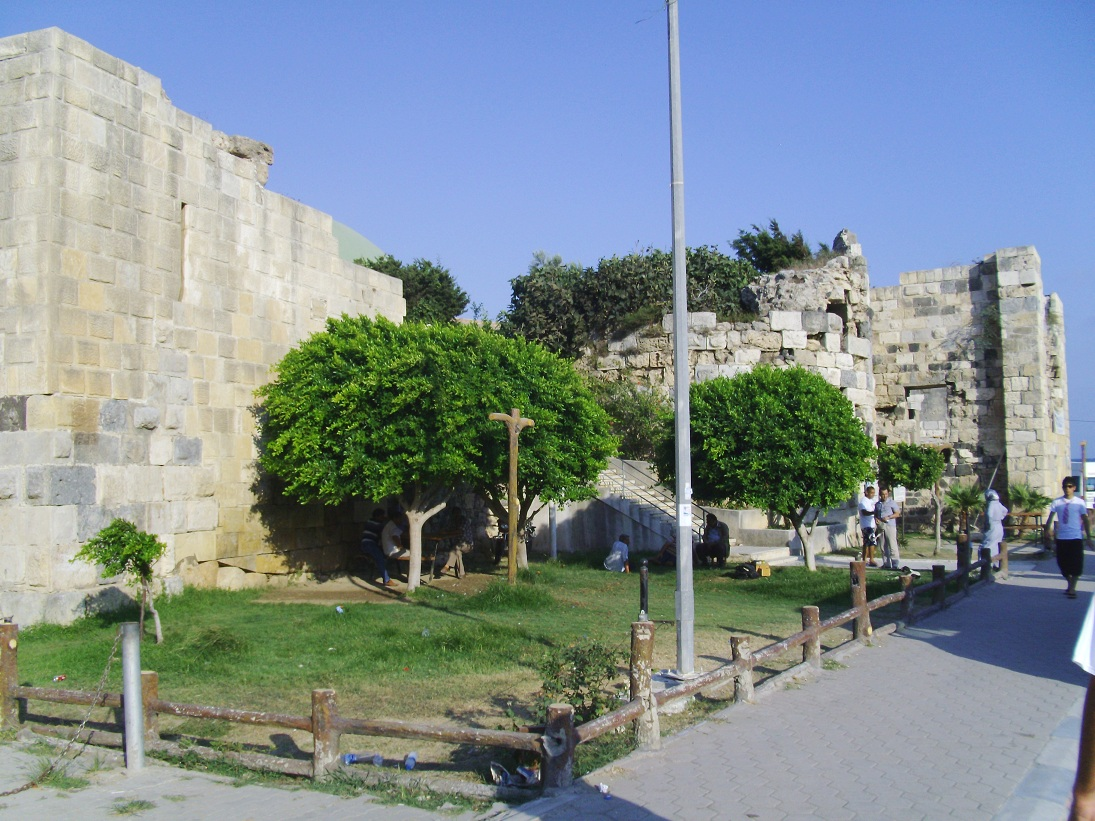
قلعه آیاس

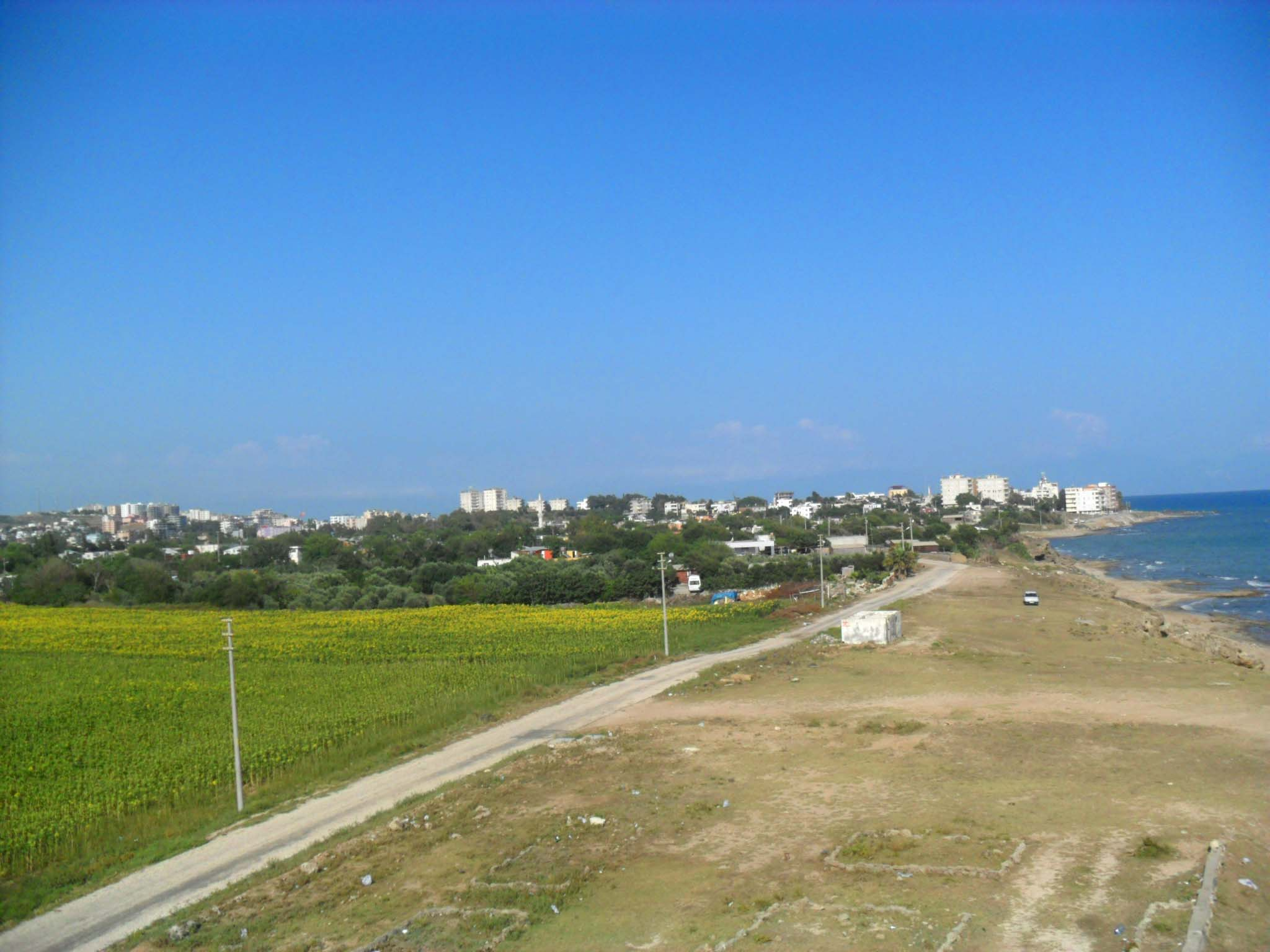
نمای یومورتالیک از برج سلیمان

## تاریخچه
بندر یومورتالیک پیشینه‌ای طولانی دارد که دست‌کم به ۲۰۰۰ پیش از میلاد بازمی‌گردد. سفال‌های هیتی‌های سده هفدهم پیش از میلاد در تپه باستانی زیتون‌بلی کشف شده است.
این بندر کیلیکیه در خلیج اسکندرون قرار دارد. پوسانیاس از آن با نام اِگِئه (یونانی باستان: Αἰγέαι, آیگِئای) یاد کرده است، و این نام در سکه‌های آن نیز دیده می‌شود. در زمان [[استرابون]، شهری کوچک با بندر بود.
تاسیتوس در شرح جنگ میان ارمنستان بزرگ و جمهوری روم از یک سو و پادشاهی ایبری و پارت از سوی دیگر به اِگِئه اشاره می‌کند. یک کتیبه یونانی از دوره روم در اینجا کشف شده و در آناتولی باستان از اهمیت برخوردار بوده است. این شهر بخشی از استان‌های روم در کیلیکیه بود. بلیناس حکیم (حدود ۱۵ – حدود ۱۰۰ میلادی) تحصیلات اولیه خود را در اِگِئه گذراند، زمانی که این شهر در اوج شکوفایی فرهنگی‌اش بود.
یومورتالیک در آغاز به مسیحیت گروید و هرچند دیگر اسقف‌نشین نیست، همچنان یک عنوان اسقفی افتخاری در کلیسای کاتولیک با نام اِگِئه باقی مانده است. قدیسان کوسمان و دامیان، دو برادر پزشک، در متون  به‌عنوان کسانی که در اِگِئه طبابت می‌کردند و هیچ‌گاه دستمزدی نمی‌گرفتند و سرانجام در دوره دیوکلتیان به شهادت  رسیدند، یاد شده‌اند.

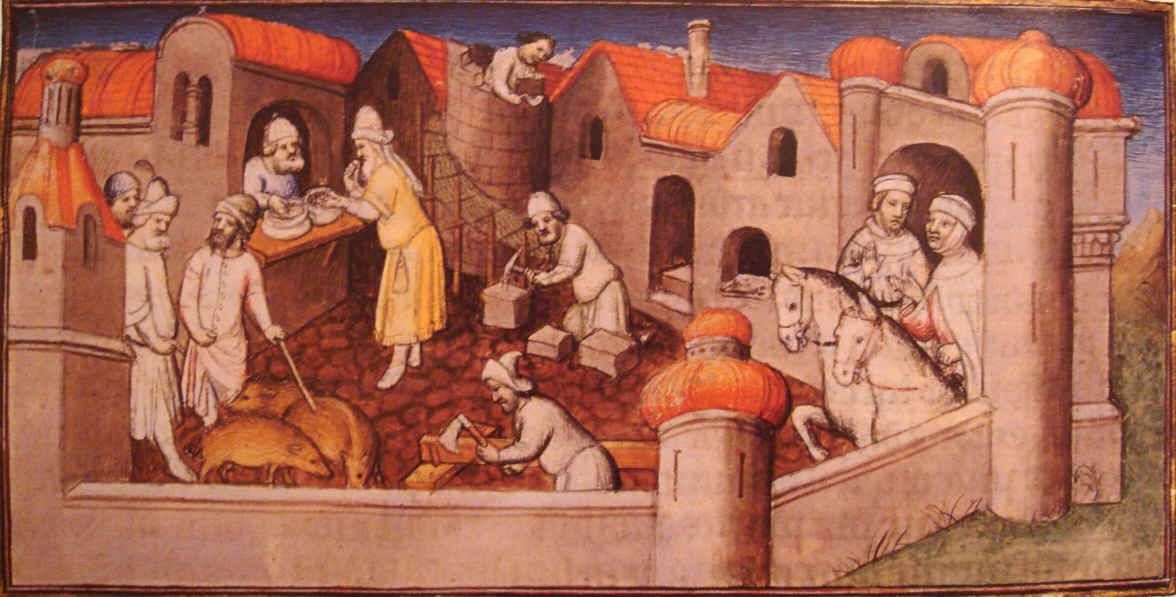
نمایی از بندر شلوغ لایاتسو هنگام بازدید مارکو پولو در ۱۲۷۱، برگرفته از کتاب شگفتی‌ها

در قرون وسطی، به‌ویژه در سده ۱۳ میلادی، اِگِئه به بندری مهم در پادشاهی ارمنی کیلیکیه بدل شد. در محلی آن را آیاس (ارمنی: Այաս) می‌نامیدند، که در زبان ونیزی و دیگر زبان‌های اروپایی به آیاتسو یا لایاتسو تغییر یافت. محاصره عکا (۱۲۹۱) و پرشدن بندر طرسوس، همراه با موقعیت مناسب جاده‌های آیاس به سمت شرق، باعث شد این شهر به‌طور موقت به مرکز اصلی تجارت میان شرق و غرب در قرون وسطای میانه بدل شود.
شاهان ارمنی در این دوره امتیازهای بازرگانی متعددی به چندین دولت‌شهر ایتالیایی دادند. بین سال‌های ۱۲۶۶ تا ۱۳۲۲، یورش‌های مملوک‌ها و ترکمن‌ها اختلال اندکی در فعالیت‌های بازرگانی ایجاد کرد. مارکو پولو در ۱۲۷۱ از اینجا به سفر چین رفت و آن را «شهری خوب برای بازرگانی خوب» توصیف کرد و افزود که «همه ادویه‌ها، ابریشم، طلا و پشم از سرزمین‌های داخلی به اینجا آورده می‌شود.» نبرد لایاتسو در ۱۲۹۴، که در آن ناوگان جمهوری جنوا ناوگان جمهوری ونیز را شکست داد، از نظر برخی همان نبردی است که پس از آن مارکو پولو اسیر جنوایی‌ها شد. در این شهر، محله و پایگاه بازرگانی متعلق به [[جمهوری پیزا] نیز وجود داشت.
این شهر به‌تدریج زیر فشار سلطنت ممالیک قرار گرفت و در سال ۱۳۴۷ به‌طور کامل به دست آنان افتاد. با تغییر مسیرهای بازرگانی اروپا با شرق از مدیترانه، شهر و بندرش اهمیت خود را از دست داد. سپس تحت حاکمیت بیگ‌نشین‌های آناتولیایی رمضانیان قرار گرفت. یومورتالیک (ترکی عثمانی: یمورطالق‎، به معنای «شبیه تخم‌مرغ») در سده شانزدهم به امپراتوری عثمانی پیوست و در سده بیستم بخشی از ترکیه شد. در سال ۱۹۷۴، ییلماز گونی، بازیگر و کارگردان، پس از یک تیراندازی که به قتل یک قاضی یومورتالیکی انجامید، در این شهر بازداشت شد.

### تاریخ کلیسایی
مسیحیت زودهنگام به اِگِئه رسید، چنان‌که از شمار فراوان شهیدان ذکر شده در اعمال قدیسین و سالنامه‌های قدیسان‌ یونانی برمی‌آید. مشهورترین این «شهیدان»، کوسمان و دامیان هستند که در شهیدنامه رومی در تاریخ ۲۶ سپتامبر یاد می‌شوند.
شهید «زنوبیوس» به‌طور سنتی نخستین اسقف اِگِئه دانسته می‌شود. «تارکودیمانتوس»، که آریانی بود، در زمان اولین شورای نیقیه (۳۲۵) اسقف این شهر بود. «پاتروفیلوس» از مکاتبه‌کنندگان بازیل قیصریه بود؛ اسقف دیگری که نامش باقی نمانده، مخالف جان کریسوستوم بود؛ «اوستاتیوس» در شورای خلقیدون (۳۵۱) حضور داشت و با تئودورت مکاتبه می‌کرد؛ «یولیوس» در سال ۵۱۸ به دلیل حمایت از تک‌سرشت‌باوری به دستور ژوستین یکم از مقامش برکنار شد؛ «توماس» در سال ۵۵۰ در یک شورای مذهبی در موپسوئست شرکت کرد؛ و «پاشکالیوس» در شورای دوم قسطنطنیه (۵۵۳) حاضر بود. طبق یک فهرست اسقف‌نشین‌ها از سده ششم میلادی، این اسقف‌نشین، اسقف‌یار اسقف‌نشین متروپولیتن آنازاربوس، مرکز استان‌های روم در کیلیکیه، بود که اِگِئه به آن تعلق داشت.

### عنوان اسقفی افتخاری
این مکان دیگر اسقف‌نشین دائمی نیست و احتمالاً در دوره اسلام از میان رفته است. امروزه کلیسای کاتولیک آن را به‌عنوان یک عنوان اسقفی افتخاری فهرست کرده است، که این مقام در سده هجدهم به‌طور اسمی بازگردانده شد.
این کرسی دهه‌هاست که خالی مانده و پیش‌تر صاحبان زیر (همه در پایین‌ترین مرتبه اسقفی، مگر نفر نخست) آن را عهده‌دار بوده‌اند:
- اسقف اعظم افتخاری «یاکوب استفان آگوستینویچ» (۱۱ فوریه ۱۷۳۷ – ۲۲ دسامبر ۱۷۵۱)
- «ژان-باپتیست-ماری برون» (۱۴ ژانویه ۱۷۵۴ – ۱۵ نوامبر ۱۷۷۵؟)
- «میشل ژوزف دولولانیه» (۲۹ ژانویه ۱۷۷۶ – ۱۷۸۸)
- «جووانی ماریا بیزینیانی» (۲۴ مه ۱۸۲۴ – ؟)
- «فرانسیسکو اوروئتا ای کاستریون»، اوراتوریان‌ها (C.O.) (۲۸ سپتامبر ۱۸۵۵ – ۲۶ سپتامبر ۱۸۵۹)، سپس اسقف اسقف‌نشین تروخیو (پرو) و بعد اسقف‌نشین لیما
- «فرانچسکو دومنیکو ریناود»، کاپوچین‌ها (O.F.M. Cap.) (۱۲ دسامبر ۱۸۶۷ – ۵ مه ۱۸۸۵)، سپس اسقف اعظم افتخاری استاوروپولیس
- «ژاک-ویکتور-ماریوس روشوز» (۱۹۱۶ – ۱۹۴۶)
- جان جوزف رایت (۱۹۴۷ – ۱۹۵۰)، سپس اسقف ووستر و پیتسبرگ و کاردینال
- «میشل-ژول-ژوزف-ماری برنار»، اسپیریتان‌ها (۱۹۵۰ – ۱۹۵۵)، سپس اسقف اعظم برازاویل
- «فرانسیسکو ده بورخا والنزولا ریوس» (۱۹۵۶ – ۱۹۵۷)، سپس اسقف آنتوفاگاستا و اسقف اعظم آن
- «خوزه ژواکیم ریبیرو» (۱۹۵۷ – ۱۹۶۷)

## تقسیمات
یومورتالیک دارای ۲۴ برزن است:
- آک‌دنیز
- آکیووا

این فهرست را به شکل موردنظر شما ویکی‌سازی کردم:
- آیاس
- آیوالیک
- آسمالی
- اورن
- حمزه‌لی
- دمیرتاش
- دوه‌جی‌اوشاغی
- دِوریشیه
- زیتون‌بلی
- سوگوزو
- قرمزی‌دام
- قلم‌لی
- کالدیریم
- کسمه‌بورون
- کمال‌پاشا
- کوزوپیناری
- گل‌اوواسی
- نارلی‌اورن
- هایلازلی
- یشیل‌کوی
- ینی‌کوی
- یومورتالیک